# Consell General de Finisterre
El Consell General de Finisterre és l'assemblea deliberant executiva del departament francès de Finisterre a la regió de Bretanya. La seva seu es troba a Quimper. Des de 1998, el president és Pierre Maille (PS).

## Presidents
- 1883 - 1894 : Armand Rousseau (Esquerra republicana)
- 1964 - 1978 : André Colin (UDF)
- 1998 - present. : Pierre Maille (PS)

## Els vicepresidents
- Annick Le Loch (PS), 1r vicepresident encarregat d'infraestructures i solidaritats territorials
- Patricia Adam (PS), vicepresident d'acció social
- Maryvonne Blondin (PS), vicepresident del personal departamental
- Daniel Créoff (PS) vicepresident d'ensenyament, cultura i esports
- Jean-Luc Fichet (PS), vicepresident de desenvolupament econòmic
- Chantal Simon-Guillou (PS), Vicepresident de desenvolupament
- Armelle Huruguen (PS), Vicepresident de cultura, animació i esports
- Louis Le Pensec (PS), Vicepresident de relacions internacionals
- François Marc (PS), Vicepresident de finances
- Roger Mellouët (PS), Vicepresident de solidaritat territorial
- Gilbert Monfort (PS), Vicepresident de persones discapacitades, ancians i auxili social
- Kofi Yamgnane (PS), Vicepresident de la política d'aigua

## Els consellers generals
El Consell General de Finisterre comprèn 54 consellers generals corresponents al 54 cantons de Finisterre.
| Grup                                      | Nombre de consellers generals | President de Grup | Estatut  |
| ----------------------------------------- | ----------------------------- | ----------------- | -------- |
| Grupe d'electes socialistes i republicans | 40                            | Roger Mellouët    | Majoria  |
| Grup « Alliance pour le Finistère »       | 12                            |                   | Oposició |
| Independents (MD)                         | 2                             |                   |          |

| Partit                        | Sigles | Electes |
| ----------------------------- | ------ | ------- |
| Majoria (40 escons)           |        |         |
| Partit Socialista             | PS     | 35      |
| Divers gauche                 | DVG    | 5       |
| Oposició (14 escons)          |        |         |
| Unió pel Moviment Popular     | UMP    | 10      |
| Divers Droite                 | DVD    | 2       |
| Moviment Demòcrata            | MoDem  | 1       |
| Aliança Centrista             | AC     | 1       |
| President del Consell General |        |         |
| Pierre Maille (PS)            |        |         |

A les eleccions cantonals franceses de 2011 ha estat escollit per primer cop un conseller nacionalista bretó, Christian Troadec, del Moviment Bretanya Progrés (Breizh War Raok) pel cantó de Carhaix-Plouguer, encara que s'inscriurà com a divers gauche.

### Despeses en inversió
- 2005: 117,6 milions d'euros
- 2006: 115,3 milions d'euros
- 2007: 155,3 milions d'euros